# Свет, Матея
Матея Свет (словен. Mateja Svet; 16 августа 1968, Любляна) — словенская горнолыжница, выступавшая за сборную Югославии, специализировавшаяся в технических дисциплинах. Многократная победительница и призёр этапов Кубка мира, чемпионка мира, обладательница малого хрустального глобуса в гигантском слаломе. Серебряный призёр Олимпийских Игр в Калгари. Три раза признавалась спортсменкой года в Югославии (1986, 1987, 1989) и семь раз подряд в Словении (1984—1990).

## Карьера
В Кубке мира Матея Слет дебютировала в январе 1984 года на домашнем этапе в Мариборе. Через месяц дебютировал на Олимпийских играх. В Сараево она выступила только в слаломе, где заняла 15-е место.
В феврале 1986 года Свет одержала первую кубковую победу, выиграв гигантский слалом на этапе Кубка мира в чехословацких Высоки Татрах. В 1987 году на чемпионате мира в Кран-Монтане завоевала три медали: серебро в гигантском слаломе и две бронзы в слаломе и супергиганте.
В олимпийском сезоне 1987/88 выиграла три этапа Кубка мира, что принесло ей победу в зачёте гигантского слалома. На Олимпиаде в Калгари в профильном гигантском слаломе Свет заняла только четвёртое место, зато завоевала серебро в специальном слаломе, уступив более 1,5 сек блиставшей Френи Шнайдер.
Через год, на чемпионате мира 1989 года в США выиграла золото в слаломе и бронзовую медаль в гигантском слаломе. Золотая медаль Свет стала для сборной Югославии первой (и единственной) золотой медалью на чемпионатах мира.
В 1990 году в возрасте 21 года завершила спортивную карьеру.

## Победы на этапах Кубка мира
| № | Сезон   | Дата           | Место         | Дисциплина            |
| - | ------- | -------------- | ------------- | --------------------- |
| 1 | 1985/86 | 8 февраля 1986 | Високе-Татри  | Гигантский слалом     |
| 2 | 1985/86 | 22 марта 1986  | Бромон        | Гигантский слалом (2) |
| 3 | 1987/88 | 30 января 1988 | Краньска-Гора | Гигантский слалом (3) |
| 4 | 1987/88 | 31 января 1988 | Краньска-Гора | Слалом                |
| 5 | 1987/88 | 3 марта 1988   | Зальбах       | Гигантский слалом (4) |
| 6 | 1989/90 | 20 января 1990 | Марибор       | Гигантский слалом (5) |
| 7 | 1989/90 | 5 февраля 1990 | Вейсонна      | Гигантский слалом (6) |